# Биньзыонг (футбольный клуб)
«Биньзыонг» (вьет. Bình Dương) — вьетнамский футбольный клуб, представляющий город Тхузаумот и провинцию Биньзыонг. Выступает в V-лиге. В 2009 году дошёл до полуфинала Кубка АФК — это наивысшее достижение вьетнамских клубов в азиакубках.

## Достижения
- Чемпионат Вьетнама:

Чемпион (4): 2007, 2008, 2014, 2015
Серебряный призёр (2): 2006, 2009
Бронзовый призёр (1): 2005
- Кубок Вьетнама:

Победитель (2): 1994 (как «Сонгбе»), 2015
Финалист (2): 2008, 2014
- Суперкубок Вьетнама:

Победитель (3): 2007, 2008, 2014

## Выступления в чемпионатах Вьетнама
| Сезон    | 00/01 | 01/02 | 2003 | 2004 | 2005 | 2006 | 2007 | 2008 | 2009 | 2010 | 2011 | 2012 |
| -------- | ----- | ----- | ---- | ---- | ---- | ---- | ---- | ---- | ---- | ---- | ---- | ---- |
| Дивизион | 2     | 2     | 2    | 1    | 1    | 1    | 1    | 1    | 1    | 1    | 1    | 1    |
| Место    | 10    | 9     | 2    | 6    | 3    | 2    | 1    | 1    | 2    | 8    | 6    | 6    |

## Выступления в соревнованиях АФК
- Лига чемпионов АФК: 1

2008: групповой этап
- Кубок АФК: 2

2009: полуфинал
2010: 1/8 финала